# Cerro Siete Cabezas
El Cerro Siete Cabezas o 7K (Cucaani en idioma ayoreo) con 248 m s. n. m. es el punto más alto del municipio de Carmelo Peralta y el cuarto más alto del del departamento de Alto Paraguay y del Chaco Paraguayo.
Se encuentra ubicado a 30 kilómetros al sur del centro urbano de Carmelo Peralta, cerca de la Cantera de Carmelo Peralta (Cerro Celina), a orillas del Río Paraguay. Sus coordenadas exactas son: 21°47′4″S 57°57′57″O / -21.78444, -57.96583.

## Toponimia
Es un cerro testigo o aislado que cuenta con 7 picos principales, por ello su nombre de "Siete Cabezas" o informalmente llamado "7K". 
Su nombre de "Cucaani" en idioma ayoreo significa "El Cerro", ya que es la palabra genérica utilizada para referirse a los cerros, que en la llanura chaqueña son escasos, por lo que tienen una gran importancia simbólica para la identidad del pueblo ayoreo, que antes vivían cerca del Cerro León.

## Historia
Desde 1963 debido a las fuertes sequías, los indígenas ayoreos que fueron evangelizados por los Salesianos se asentaron en la Misión de Puerto María Auxiliadora y ocuparon todas las tierras cercanas al Cerro Siete Cabezas, al cual consideran como territorio sagrado y como su hogar desde entonces.